# Hranush Hakobyan
Hranush Hrant Hakobyan (en armenio: Հրանուշ Հրանտի Հակոբյան) es una política armenia, actual Ministra de la Diáspora y la mujer que más tiempo ha servido en la Asamblea Nacional de Armenia. Hakobyan estaba entre los únicos siete miembros del Parlamento de Armenia. Fue la primera mujer armenia en ser «elegida directamente» en el cargo por el pueblo armenio en lugar de «ser nombrada por un partido político». En 2005, patrocinó la «ley de cuotas de género» de Armenia para alentar la participación y elección de más mujeres en la política de Armenia.
En 1975 se graduó en matemáticas aplicadas por la Universidad Estatal de Ereván, en 1989 se graduó por la Academia de Ciencias de Rusia en Moscú, y en 1994 se graduó en derecho por Universidad Estatal de Ereván. Es doctora y profesora en derecho, además de autora de 6 libros y más de 40 trabajos científicos. Es presidenta de la Unión Internacional de Mujeres Armenia, miembro de la Junta de Síndicos del Fondo Pan-Armenio y cofundadora del Centro de Salud Armenio-Americano entre otras fundaciones.